# 藤田山忠義
藤田山 忠義（ふじたやま ただよし、1924年2月11日 - 1969年5月9日）は、福岡県田川郡（現在の田川市）出身で高砂部屋（入門時は片男波部屋）に所属した元大相撲力士、日本プロレス所属のプロレスラー。大相撲時代は1950年前後に活躍し、最高位は西前頭12枚目（1950年1月場所）。大相撲時代の体格は身長167cm、体重113kg。得意手は押し。本名は藤田 忠義（ふじた ただよし）。

## 来歴
元幕内・開月の片男波部屋に入門、1939年（昭和14年）1月場所に本名の藤田の四股名で初土俵を踏んだ。順調に出世して、1944年（昭和19年）5月場所で新十両へ昇進を果たした。入門以来1945年6月場所までは連続して勝ち越しを収めていた。その間、片男波部屋が閉鎖されたため、1943年（昭和18年）5月場所からは片男波親方の師匠であった三杦磯の経営する花籠部屋に移籍している。さらに、その花籠親方も1947年（昭和22年）11月に花籠部屋を閉じたため高砂部屋（横綱・前田山）に移籍して、新入幕を果たした同年11月場所からは高砂部屋所属で土俵に上がることになった。
1951年（昭和26年）には、高砂親方（横綱・前田山）を団長にしたアメリカ巡業のメンバーとして、大ノ海、八方山とともに渡米した。6月30日に日本を発ったのだが巡業が大好評を得たためアメリカの巡業先側から契約延長を求められ、9月場所までに帰国が間に合わず3力士とも休場ということになってしまった。このときは、ハワイからはじまり、ロスアンゼルス、サンフランシスコ、シカゴ、ニューヨーク、マイアミなど、全米各地を飛び回り公演している。結局、高砂親方は11月7日、八方山は12月31日、大ノ海と藤田山は翌年の1952年（昭和27年）1月9日に帰国することになった。帰国したときには同年1月場所の番付はすでに発表されており、藤田山は十両に陥落していた。正当な理由なしに本場所を休場したため協会内では厳しい処分や通常の全休相当の番付降下が当然という議論も噴出したが、相撲普及の功績が認められ、休場した9月場所の分は5勝10敗相当の下降幅にとどめるという措置が為された。しかし、1月12日初日の場所で十両優勝をなしとげ、1場所で幕内復帰を果たした。
1954年（昭和29年）1月場所で幕下に陥落し、同年9月場所限りで現役を引退した。相撲協会に残らず廃業し、プロレス界入りをした。黒澤明監督の映画『どん底』にも出演した。
後の新弟子検査の基準であればはねられていた167cmの短身ながら太鼓腹の肥満体で、大銀杏を結えないほどに頭髪が薄い人物だった。その風貌から土俵上の三枚目ともいうべき役回りを果たし、「キューピーさん」の愛称で親しまれた。高く塩を撒く所作、勝って太鼓腹をさする仕草などでも人気であった。また、改名の多さでも知られ、本名の藤田に「山」を付けたり取ったりを繰り返して、「藤田」と「藤田山」を交互に名乗ること実に６回、終いには当時の出羽海理事長（元横綱・常ノ花）から「お前は藤田なのか藤田山なのか、一つに決めろよ!見てる方が混乱するじゃないか」と怒られてしまう。当人の「でも、どっちにすれば…」との応えに理事長は「そんなのはどっちでもいいんだよ!どっちも大して変わらんじゃないか」などという問答の末、最終的には理事長から「今後は絶対に『山』を取るんじゃないぞ!」と言い渡されて、強制的に「藤田山」に定着させられたという。また相撲甚句も上手で知られ「女迷わす藤田山」と締めて満場の笑いを取ったという。先述の渡米巡業中でも八方山と共に数々の珍談をまいたという。力士仲間からも好かれた人物でもあった。
1969年5月9日、45歳で死去した。

## 主な成績
- 通算成績：189勝197敗57休 勝率.490
- 幕内成績：73勝100敗23休（渡米中の全休を含む）勝率.422
- 現役在位：40場所
- 幕内在位：14場所
- 各段優勝
  - 十両優勝：1回（1952年1月場所）

### 場所別成績
| 1939年 （昭和14年） | （前相撲）            | x                      | 西序ノ口28枚目 6–2      | x                        |
| 1940年 （昭和15年） | 東序二段45枚目 6–2    | x                      | 西三段目54枚目 4–4      | x                        |
| 1941年 （昭和16年） | 西三段目45枚目 5–3    | x                      | 東三段目13枚目 5–3      | x                        |
| 1942年 （昭和17年） | 東幕下43枚目 4–4      | x                      | 西幕下27枚目 4–4        | x                        |
| 1943年 （昭和18年） | 西幕下23枚目 6–2      | x                      | 東幕下11枚目 5–3        | x                        |
| 1944年 （昭和19年） | 東幕下3枚目 5–3       | x                      | 西十両11枚目 5–5        | 東十両10枚目 7–3         |
| 1945年 （昭和20年） | x                     | x                      | 西十両3枚目 4–3         | 西十両筆頭 3–7           |
| 1946年 （昭和21年） | x                     | x                      | x                       | 東十両6枚目 7–6          |
| 1947年 （昭和22年） | x                     | x                      | 東十両2枚目 7–3         | 東前頭15枚目 4–7         |
| 1948年 （昭和23年） | x                     | x                      | 西前頭19枚目 7–4        | 東前頭15枚目 6–5         |
| 1949年 （昭和24年） | 西前頭13枚目 7–6      | x                      | 東前頭12枚目 2–11–2     | 西張出前頭20枚目 9–6     |
| 1950年 （昭和25年） | 西前頭12枚目 6–9      | x                      | 西前頭16枚目 8–7        | 東前頭13枚目 2–13        |
| 1951年 （昭和26年） | 西十両筆頭 7–8        | x                      | 東十両2枚目 9–6         | 東前頭19枚目 休場 0–0–15 |
| 1952年 （昭和27年） | 西十両3枚目 優勝 13–2 | x                      | 西前頭15枚目 8–7        | 西前頭14枚目 6–9         |
| 1953年 （昭和28年） | 西前頭16枚目 5–7–3    | 西前頭20枚目 3–9–3     | 西十両6枚目 2–13        | 西十両16枚目 0–5–10      |
| 1954年 （昭和29年） | 西幕下4枚目 2–6       | 西幕下9枚目 休場 0–0–8 | 東幕下25枚目 休場 0–0–8 | 東幕下48枚目 引退 0–0–8  |
| 各欄の数字は、「勝ち-負け-休場」を示す。 優勝 引退 休場 十両 幕下 三賞：敢=敢闘賞、殊=殊勲賞、技=技能賞 その他：★=金星 番付階級：幕内 - 十両 - 幕下 - 三段目 - 序二段 - 序ノ口 幕内序列：横綱 - 大関 - 関脇 - 小結 - 前頭（「#数字」は各位内の序列） |                       |                        |                         |                          |

### 幕内対戦成績
| 愛知山 | 4 | 3 | 明瀬川   | 2 | 2    | 東海   | 1 | 0    | 五ッ洋 | 0 | 1 |  |  |  |
| 大岩山 | 6 | 3 | 大内山   | 0 | 1    | 大江戸 | 1 | 0    | 大熊   | 3 | 1 |  |  |  |
| 大起   | 1 | 4 | 大昇     | 0 | 1    | 大晃   | 1 | 2    | 大蛇潟 | 1 | 1 |  |  |  |
| 甲斐錦 | 0 | 2 | 甲斐ノ山 | 1 | 2    | 鏡里   | 1 | 1    | 神錦   | 1 | 1 |  |  |  |
| 神若   | 0 | 2 | 北ノ洋   | 1 | 2    | 清恵波 | 4 | 2    | 鬼竜川 | 1 | 0 |  |  |  |
| 九ヶ錦 | 0 | 1 | 九州錦   | 4 | 2    | 高津山 | 0 | 2    | 小坂川 | 4 | 1 |  |  |  |
| 琴ヶ濱 | 1 | 0 | 琴錦     | 0 | 1    | 櫻錦   | 0 | 1    | 潮錦   | 0 | 3 |  |  |  |
| 信夫山 | 1 | 1 | 清水川   | 0 | 1    | 大龍   | 1 | 0    | 玉櫻   | 0 | 1 |  |  |  |
| 玉ノ海 | 0 | 1 | 竹旺山   | 1 | 0    | 常ノ山 | 1 | 1    | 鶴ヶ嶺 | 1 | 0 |  |  |  |
| 輝昇   | 0 | 3 | 出羽錦   | 0 | 1    | 十勝岩 | 0 | 1    | 時津浪 | 0 | 1 |  |  |  |
| 栃錦   | 0 | 3 | 那智ノ山 | 0 | 1    | 名寄岩 | 1 | 5    | 鳴門海 | 1 | 3 |  |  |  |
| 羽嶋山 | 1 | 1 | 緋縅     | 0 | 2(1) | 備州山 | 0 | 1(1) | 常陸海 | 0 | 1 |  |  |  |
| 広瀬川 | 2 | 3 | 二瀬山   | 1 | 1    | 双ツ龍 | 1 | 2    | 不動岩 | 2 | 1 |  |  |  |
| 増巳山 | 0 | 1 | 緑國     | 3 | 5    | 緑嶋   | 1 | 2    | 宮城海 | 3 | 1 |  |  |  |
| 八方山 | 1 | 0 | 豊山     | 0 | 1    | 吉井山 | 3 | 1    | 吉田川 | 1 | 3 |  |  |  |
| 若潮   | 1 | 1 | 若瀬川   | 1 | 0    | 若ノ花 | 0 | 2    | 若葉山 | 4 | 2 |  |  |  |

## 改名歴
- 藤田 忠義（ふじた ただよし）1939年1月場所 - 1941年5月場所
- 藤田山 忠義（ふじたやま -）1942年1月場所 - 1948年5月場所
- 藤田山 兼藏（- けんぞう）1948年10月場所 - 1949年5月場所
- 藤田 忠義（ふじた ただよし）1949年10月場所
- 藤田山 忠義（ふじたやま -）1950年1月場所
- 藤田 忠義（ふじた -）1950年5月場所 - 1951年5月場所
- 藤田山 忠義（ふじたやま -）1951年9月場所 - 1954年9月場所